# Thomas Schmidt
Thomas Schmidt (ur. 18 lutego 1976 w Bad Kreuznach) – niemiecki kajakarz górski, złoty medalista olimpijski z Sydney.
Brał udział w dwóch igrzyskach (IO 00, IO 04). W debiucie triumfował, cztery lata później zajął piąte miejsce. Po Atenach zakończył karierę i zamieszkał w Australii. Na mistrzostwach świata wywalczył dwa medale, złoty w 2002 i brąz rok później (oba w rywalizacji drużynowej).